# Bouchée à la reine

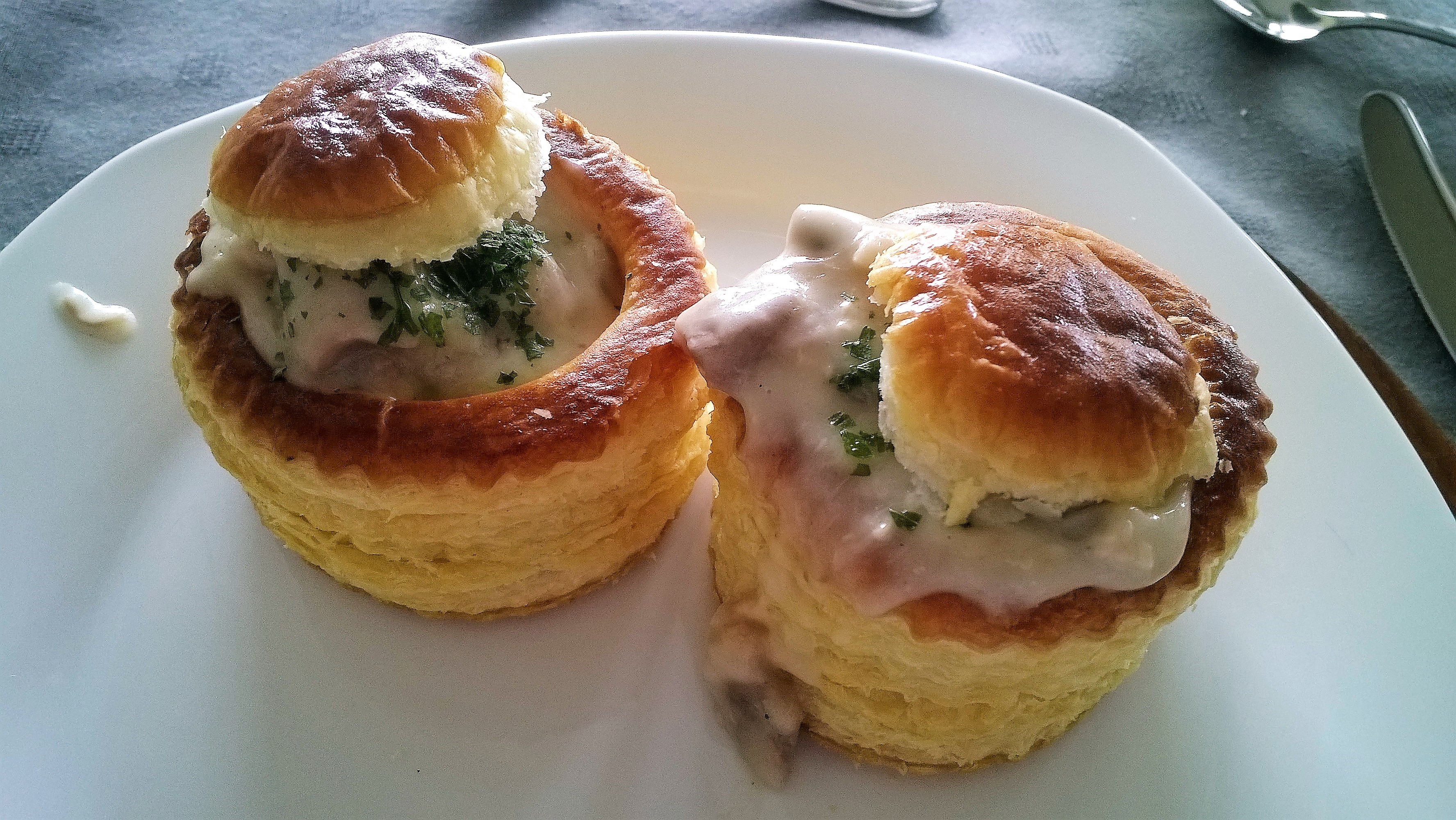
Par de bouchée à la reine.

El bouchée à la reine (en español: bocado a la reina) es una pastelería tradicional de la gastronomía francesa que consiste en un vol-au-vent individual y su guarnición.
Se sirve caliente, la mayoría de las veces como entrada, está hecho con una croustade individual en forma de timbal, hecho de hojaldre, en la actualidad relleno de un salpicón salado con varios ingredientes cortados en pequeños cubos o rodajas (aves de corral, riñones de ternera, jamón, champiñones ) y unidos por una salsa espesa (salsa bechamel, salsa financiera, salsa suprema). Según el gusto, se puede añadir como condimento nuez moscada, sal y pimienta. A veces se agregan otros ingredientes, tales como limón, cerebro u otros en la preparación según la inspiración del cocinero.

## Historia

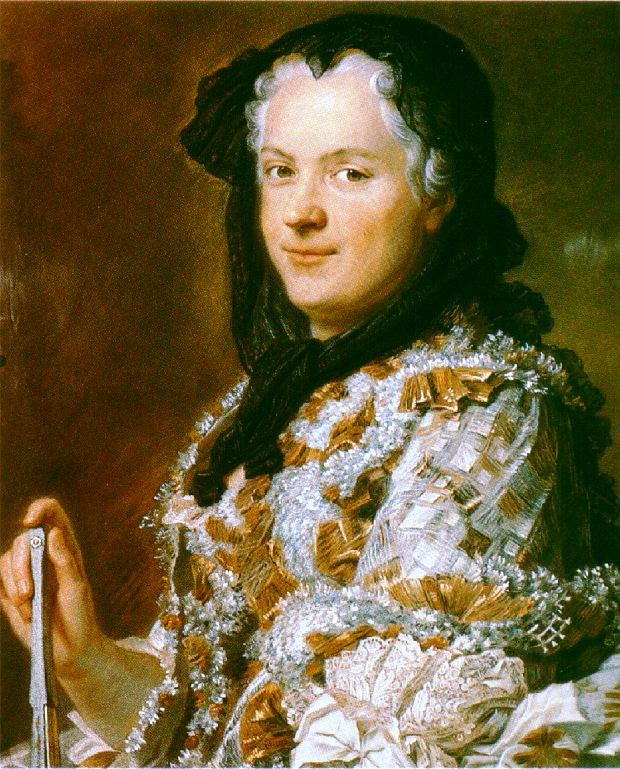
Retrato de 1748 de la reina de Francia María Leszczyńska por Quentin de La Tour.

Junto con los pasteleros de la corte de Versalles, la reina de Francia, María Leszczyńska (1703-1768), hija de Stanislas Leszczynski, rey de Polonia, sería el origen histórico de esta receta tradicional de la gastronomía francesa. Inspirada en pasteles hechos de hojaldre dulce tales como los pozos de amor creados por Vincent La Chapelle hechos para su rival Madame de Pompadour, la reina habría buscado platos afrodisíacos y le pidió a Nicolas Stohrer que creara una versión salada para recuperar los favores de Luis XV, su esposo.
A principios del siglo XIX, la técnica culinaria del hojaldre contemporánea, la base de la mayoría de los pasteles vieneses, milhojas, pozos de amor, pithiviers, galette des rois y vol-au-vent (o bloqueado a la reina), fue especialmente sintetizada y perfeccionada por Antonin Carême.
En 1902, en su guía culinaria, en medio de sus dieciséis recetas de "aperitivos" de diferentes denominaciones, formas y guarniciones, el chef Auguste Escoffier clasificó el bocado a la reina en entremeses calientes, de forma redonda y estriada, y especifica que originalmente, este bocado de hojaldre se adornaba con un puré de crema de pollo, luego, a fines del siglo XIX, un salpicón de pollo blanco, champiñones y trufas. En sus diversas recetas, los rellenos son muy variados y pueden ser, por ejemplo, según sus ingredientes principales, basados en:
- brunoise de verduras (bocado Bouquetière);
- venado (bocado de Diana);
- puntas de espárragos y trufas (mordisco de Grand Duc);
- foie gras, champiñones (bocado de Montglas);
- colas de cangrejo de río, salsa Nantua (bocado Nantua);
- carne de langosta, salsa común de langosta (bocado Victoria).

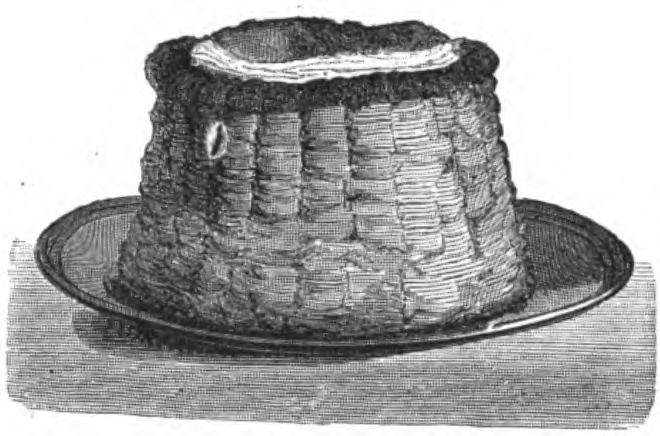
Jules Gouffé, « La bouchée à la reine », Le Livre de pâtisserie (1873).

Tal como sucede en muchas de las recetas de Auguste Escoffier, las trufas se usan generosamente. La tapa de las picaduras puede ser laminada, trufa o prestada del elemento principal. Cada bocado individual se presenta en un plato, en una servilleta.